# Américas Kings League
La Américas Kings League (también conocida como Kings League Américas), denominada oficialmente por motivos de patrocinio como Kings League Openbank, es una liga de fútbol 7 compuesta por doce equipos presididos por futbolistas y streamers de Internet de diversos países de Hispanoamérica. Está basada en la Kings League de España, lanzada por Gerard Piqué e Ibai Llanos a finales de 2022.
La liga contiene reglas que no forman parte de las regulaciones internacionales de la FIFA, según cuentan los organizadores, con el objetivo de añadirle dinamismo y entretenimiento a los partidos, como el desempate por penaltis, cambios ilimitados o el uso de armas secretas.

## Formato
La Kings League está dividida en pequeñas temporadas denominadas splits. Los splits tienen su fase regular y su fase de play-off. Durante la fase regular, los doce equipos juegan once partidos en un sistema de todos contra todos de tal forma que se encuentren con cada equipo una sola vez. Los primeros equipos en la clasificación juegan los play-offs que, dependiendo de la temporada y el split, tienen un formato distinto. Cada partido consta de dos partes de veinte minutos con tres minutos de descanso en la mitad.

## Antecedentes
Después de que la Kings League comenzara a jugar a principios de 2023, el CEO de la liga, Oriol Querol, declaró que tenían como objetivo llevar el formato a varios países, con conversaciones para una versión en Brasil y otra en los países de Hispanoamérica en curso en ese momento. La liga hispanoamericana fue anunciada formalmente el 14 de julio de 2023, con un comunicado que decía que comenzaría a jugar en 2024 en la Ciudad de México. Dos semanas después, durante el evento de las Finales de Reyes y Reinas celebrado en el Estadio Metropolitano de Madrid, el futbolista mexicano Javier Hernández fue anunciado como el primer presidente de un equipo.
Se realizó un evento de lanzamiento para la liga el 24 de octubre de 2023, con la revelación de todos los equipos participantes y sus presidentes, donde también se anunció que el exjugador de la selección mexicana Miguel Layún sería el presidente de la liga, con Marc Crosas designado como director deportivo de la liga.
La Liga de las Américas Kings contará con un equipo inspirado en el club de fútbol homónimo de la serie de comedia-drama mexicana Club de Cuervos, con los actores Luis Gerardo Méndez y Mariana Treviño retomando sus roles para un video que se transmitió durante la transmisión en vivo del lanzamiento de la liga.

## Configuración de los equipos

### Configuración inicial
En la temporada inaugural, los jugadores fueron escogidos mediante un draft que tuvo lugar el 16 de enero de 2024. Los jugadores pasaron una serie de pruebas físicas y de habilidad, los mejores fueron seleccionados para el draft. Cada equipo tiene doce jugadores en su plantilla, de los cuales diez fueron seleccionados en el draft y los otros, conocidos como los jugadores once y doce, que son habitualmente futbolistas profesionales. El jugador once forma parte de la plantilla del equipo y no se puede cambiar. 

## Reglas
Las reglas de la Kings League Américas son basadas en la Kings League España, que han sido seleccionadas por un proceso de votación en las redes sociales, donde los aficionados tuvieron la oportunidad de votar y contribuir al reglamento.
Los partidos comienzan con el balón en una jaula en el techo. Durante una cuenta atrás de veinte segundos, estos podrán colocarse en cualquier lugar del campo. Cuando esta cuenta atrás acaba, el balón cae de la jaula. Los saques de banda se hacen con la mano, y los de esquina, con el pie. Se incorporan las normas de cesión y fuera de juego del fútbol once. Cada equipo tiene un número ilimitado de sustituciones. El desempate se hace mediante tanda de penaltis que consisten un uno contra uno del jugador contra el portero, donde el jugador tendrá cinco segundos para marcar.
Una vez llegados a los 38 minutos, el árbitro encargado detiene el partido para iniciar la última fase del partido, la del gol doble. El partido se reanuda nuevamente con un saque al estilo waterpolo tras un conteo de 20 segundos para permitir a los jugadores entrar en posición y un semáforo al estilo Fórmula 1.
Existen tarjetas amarillas y rojas. Ambas suponen una expulsión del campo del infractor de dos y cinco minutos respectivamente. 

### Dado de la Liga
A partir del minuto dieciocho del partido, se interrumpe el juego y, aleatoriamente, se lanza un dado con las siguientes caras:
- 3 vs. 3
- 2 vs. 2
- 1 vs. 1 (con portero)

El partido se reanuda cuando el balón cae de la jaula.

## Localización

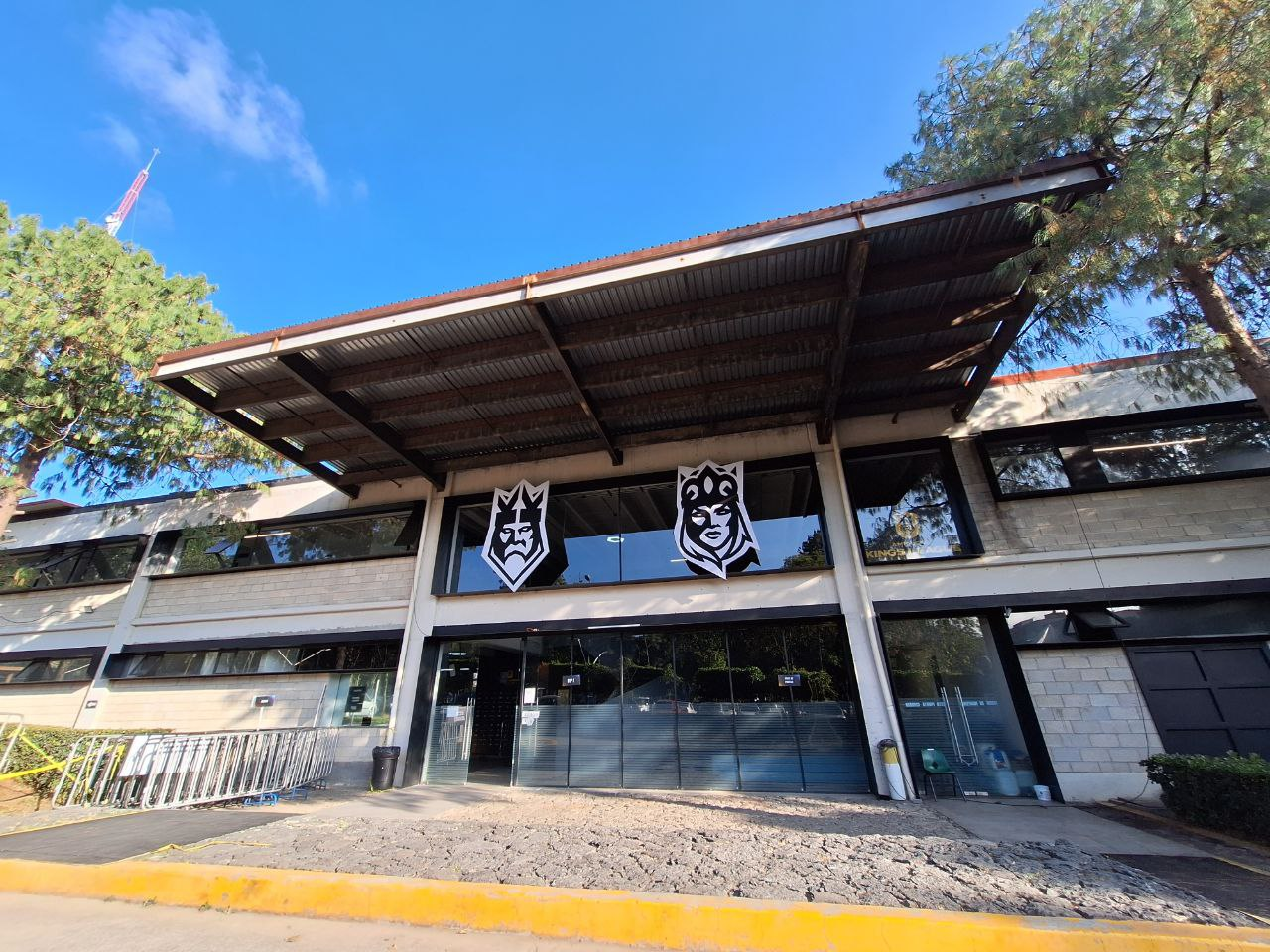
Domo Kings y Queens League

El primer split de la Américas Kings League se juega en la Kings League Arena, ubicada en Quarry Studios, Ciudad de México, mientras que a partir del segundo split este se emite desde El Domo Kings & Queens League, ubicado en la Universidad Intercontinental Campus Sur, Ciudad de México.
La final de cada split o cualquier otra competición relacionada suele disputarse en un evento específico para la ocasión celebrado en otro estadio. Hasta la temporada 2024, se disputaba en un mismo evento las semifinales y la final conjuntamente. Los estadios que han albergado la competición son:
| Temporada      | Estadio                      | Ciudad                  |
| -------------- | ---------------------------- | ----------------------- |
| 2024 (Split 1) | Estadio Azteca               | Ciudad de México        |
| 2024 (Split 2) | Estadio Nemesio Díez         | Toluca de Lerdo         |
| 2025 (Split 3) | Estadio Luis "Pirata" Fuente | Veracruz (Boca del Río) |

## Retransmisión
Todos los partidos se pueden ver en directo de manera gratuita mediante los canales oficiales de la competición y los canales de los presidentes de los equipos de Twitch, YouTube, Facebook, TikTok y Kick.
A partir de la Jornada 3 de la primera temporada se comenzó a emitir a través del servicio de streaming ViX.El 4 de mayo de 2024, la final entre Real Titán y Raniza FC se transmitió en el Canal Nu9ve de México, siendo el único partido de la liga en emitirse en televisión abierta.
A partir del segundo Split, ViX y TUDN dejan de transmitir la competencia, y Fox Sports Mexico comienza a emitir mediante sus redes sociales la jornada completa, mientras que en televisión de paga solamente transmite 2 partidos por jornada con una narración propia, los playoffs y la final de Kings & Queens se emitió en su totalidad por televisión.
En el tercer Split, Fox Sports México deja de transmitir la competencia, e ESPN empieza a emitir mediante Disney+ la jornada completa, con algunos partidos estando disponibles a través de alguna de las diferentes señales de la cadena.

## Equipos
| Equipo                | Entrenador              | Presidente                                                                |
| --------------------- | ----------------------- | ------------------------------------------------------------------------- |
| Atletico Parceros     | Victor Chaires Marchand | James Rodríguez y Anderson Sneider (Pelicanger)                           |
| Los Chamos FC         | Jos Gartland Masana     | Donato Muñoz (TheDonato), Flavio Broianigo (Yolo) & RDjavi                |
| Club de Cuervos       | Jorge "Cacho" González  | NataliaMX y PipePunk                                                      |
| Galácticos del Caribe | Fernando Espinosa       | Vincent Pérez, Angelo Valdés (Los Futbolitos) y Santiago Matías (Alofoke) |
| Los Aliens 1021 FC    | David Cabrera           | Edwin Castro (Castro1021)                                                 |
| Muchachos FC          | Omar Flores Desachy     | Jero Freixas                                                              |
| Olimpo United         | Alejandro Castro        | Javier Hernández (Chicharito)                                             |
| Peluche Caligari      | Juan Carlos Cacho       | Álex Montiel (El Escorpion Dorado) y Gabriel Montiel (Werevertumorro)     |
| Persas FC             | Severo Meza             | Andy Merino (Zeein) y Nicola Porcella                                     |
| Raniza FC             | Ángel Reyna             | Alana Flores (AlanaLaRana) y Diego Balsa (Barcagamer)                     |
| Real Titán FC         | Lucas Ayala             | Germán Garmendia y Néstor (Conterstine)                                   |
| West Santos FC        | Rafael Puente del Río   | Luis Fernando Villa (WestCOL) y Austin Santos (Arcángel)                  |

## Finales Jugadas
| Temporada               | Campeón       | Resultado          | Subcampeón            |
| ----------------------- | ------------- | ------------------ | --------------------- |
| Mayo 2024 1º Split      | Raniza FC     | 4 - 2              | Real Titán FC         |
| Diciembre 2024 2º Split | Olimpo United | 2 - 2 (3 - 1 Pen.) | Persas FC             |
| Mayo 2025 3º Split      | Los Chamos FC | 3 - 3 (4 - 3 Pen.) | Galácticos del Caribe |

| (Pen.) = Tanda de penaltis |

## Rendimiento por equipo
| Team                  | Campeón | Subcampeón | Semifinal | Splits Campeón | Splits Subcampeón | Splits Semifinal |
| --------------------- | ------- | ---------- | --------- | -------------- | ----------------- | ---------------- |
| Raniza FC             | 1       | 0          | 1         | May 2024       |                   | May 2025         |
| Olimpo United         | 1       | 0          | 0         | Dic 2024       |                   |                  |
| Los Chamos FC         | 1       | 0          | 0         | May 2025       |                   |                  |
| Persas FC             | 0       | 1          | 1         |                | Dic 2024          | May 2024         |
| Real Titan FC         | 0       | 1          | 1         |                | May 2024          | Dic 2024         |
| Galácticos del Caribe | 0       | 1          | 1         |                | May 2025          | May 2024         |
| West Santos FC        | 0       | 0          | 1         |                |                   | Dic 2024         |
| Los Aliens FC         | 0       | 0          | 1         |                |                   | May 2025         |

## Clasificaciones al Mundial de Clubes - Kings World Cup Clubs
| Equipos               | Part. | Mundiales  |
| --------------------- | ----- | ---------- |
| Olimpo United         | 2     | 2024, 2025 |
| Persas FC             | 2     | 2024, 2025 |
| Galácticos del Caribe | 2     | 2024, 2025 |
| Los Chamos FC         | 1     | 2025       |
| Club de Cuervos       | 1     | 2024       |
| Los Aliens 1021 FC    | 1     | 2024       |
| Muchachos FC          | 1     | 2024       |
| Peluche Caligari      | 1     | 2024       |
| Raniza FC             | 1     | 2024       |
| Real Titan FC         | 1     | 2024       |
| West Santos FC        | 1     | 2024       |

## Máximo goleador por torneo
Aquí podemos observar los máximos goleadores de cada torneo de la Kings League Américas:
| Edición                           | Goleador       | Goles | Club         |
| --------------------------------- | -------------- | ----- | ------------ |
| Estadio Azteca 2024               | Emanuel Villa  | 19    | Muchachos FC |
| Estadio Nemesio Díez 2024         | Obed Martínez  | 24    | Persas FC    |
| Estadio Luis "Pirata" Fuente 2025 | Diego Martinez | 22    | Muchachos FC |

## Máximos goleadores históricos
A continuación se indican los once jugadores que han anotado más goles en la historia de la Kings League Americas. 
| Goleador                | Equipos               | Goles |
| ----------------------- | --------------------- | ----- |
| Diego Martínez          | Muchachos FC          | 57    |
| Obed Martínez           | Persas FC             | 51    |
| Pablo Leandro Gómez     | Muchachos FC          | 32    |
| Marco Bueno             | Olimpo United         | 32    |
| Baruc Ochoa             | West Santos FC        | 32    |
| Juan Cisneros           | Los Chamos FC         | 30    |
| Alfonso Nieto Martínez  | Club de Cuervos       | 29    |
| Gustavo "Furby" Guillén | Olimpo United         | 27    |
| Brayan Hernández        | Olimpo United         | 27    |
| Daviz Junco             | Galácticos del Caribe | 27    |
| Alberto García          | Real Titán FC         | 27    |

## Competiciones hermanas

### Kings League
La Kings League, denominada oficialmente por motivos de patrocinio como Kings League InfoJobs, es una liga fútbol 7 con sede principal en Barcelona, España, creada por el exfutbolista Gerard Piqué en asociación con otras personalidades de internet y streamers. Es la liga fundadora.

### Queens League
La competición femenina de la Kings League, Queens League fue lanzada oficialmente el 24 de febrero de 2023. Los equipos integrantes de esta competición son los mismos que los de la Kings League, algunos han cambiado su nombre (como es el caso de «Porcinos», que cambió su nombre a «Porcinas») Algunos han añadido a mujeres streamers como presidentas, para repartir el trabajo.

### Prince Cup
El 10 de febrero de 2023 se anunció un pequeño torneo para niños. Se han anunciado dos ediciones de una duración de una semana cada una: una en agosto y otra en diciembre de 2023 compuesta por doce equipos a determinar con un formato de fase de grupos, cuartos de final, semifinal y final. La selección se hizo por draft, y para acceder a este draft, los niños subieron un vídeo de menos de un minuto a TikTok, Twitter o Youtube.

### Kings Cup
En esta copa, los equipos se dividen en dos grupos de seis que se enfrentan todos contra todos para un total de cinco jornadas.
Los primeros cuatro de cada grupo se clasifican para los octavos de final de un playoff. La Final a cuatro se jugó en el estadio La Rosaleda.

### Kingdom Cup
La Kingdom Cup es un torneo con formato eliminatorio de ida y vuelta, con la particularidad de que la ida la juegan los equipos femeninos de la Queens League y la vuelta los masculinos de la Kings League.

## Polémicas

### Primera Transmisión
La primera transmisión del torneo recibió críticas debido la pobre producción de la misma. Según los espectadores la calidad tanto de audio como de video eran bastante malas, la iluminación era muy oscura y los comentaristas (o casters) eran poco carismáticos y hasta irritantes. Aunque conforme pasaban las jornadas todos estos aspectos fueron mejorados.

### Trifulca West Santos vs Peluche Caligari
Tras el último partido de la jornada 4 entre West Santos y Peluche Caligari (El cual terminó 5-4 a favor del equipo de los hermanos Montiel), se suscitó una trifulca entre los integrantes de ambos equipos debido a que durante el partido hubo varias decisiones arbitrales que perjudicaron al equipo de WestCOL. Las consecuencias de este altercado fueron la suspensión de 4 futbolistas por 2 minutos para el siguiente partido de West Santos. Además de que tras esto WestCOL amagó con vender el equipo y dejar la liga.

### Amistoso Pio vs Peluche Caligari
Tras la eliminación de Peluche Caligari en cuartos a manos de Galácticos del Caribe, se anunció que este jugaría un amistoso en el Azteca previo al Final Four frente a Pio, equipo que jugaba en la Kings League InfoJobs y que tenía a Rivers de presidenta. Tras este anuncio varios presidentes de la Kings League, tales como ElZeein, Pelicanger o JuansGuarnizo mostraron su indignación por este anuncio, diciendo que Peluche Caligari no merecía jugar en el Azteca ya que había quedado eliminado en la liga. Además de esto, también hubo un conflicto con los patrocinadores debido a que ambos equipos al ser de distintas ligas portaban distintos patrocinadores.
Debido a todo el malestar que generó el anuncio, se decidió que el partido no se transmitiría de manera oficial y que quedaría únicamente como un evento exclusivo para los espectadores que habían asistido al estadio, aunque debido a la piratería y a las transmisiones clandestinas que hicieron varias personas desde el estadio, este si se pudo ver en vivo, siendo el resultado final un 5-3 a favor de Peluche Caligari.

### Conflicto entre Los Futbolitos y Alofoke
Después de que Galácticos del Caribe haya clasificado al Final Four que se jugaría en el Estadio Azteca el 4 de mayo de 2024, el entonces presidente del equipo Alofoke mostró su molestia por no haber recibido la invitación al evento y acusó a Vicent y Will de haberlo dejado de lado, a lo que ambos le respondieron que el se había desaparecido desde jornada 2 y que había dejado abandonado al equipo, al grado de que el entrenador Lucas Ayala tuvo que ayudarlos con los gastos del equipo. Tras esto no se sabe si Alofoke dejó de ser formalmente presidente del equipo pero lo que si se sabe es que las redes sociales de Galácticos del Caribe eliminaron toda cosa que vinculara al equipo con el Artista dominicano tras esta controversia.

### Extorsión de Peluche Caligari
Después de la Kings World Cup salió a la luz la información de que los futbolistas de Peluche Caligari habían extorsionado a sus presidentes previo al partido de octavos frente al equipo turco Limón FC con que si no les pagaban ciertos bonos de rendimiento no se presentarían a jugar. La liga castigó a todos los jugadores del equipo con 2 partidos de suspensión, además de que esto provocaría la separación de casi todos los jugadores del equipo.
Dicho evento provocó la sospecha de que había al menos un equipo que pagaba sobresueldos a sus jugadores y que esto desencadenó el comportamiento indebido de los jugadores, siendo Real Titan el mayor acusado de esto.

### Conflicto de uso de imagen en Raniza
En julio de 2024, varios jugadores de Raniza mostraron su molestia por haber aparecido en comerciales de los patrocinadores del equipo y no haber sido remunerados por esto, siendo que incluso el portero y figura de Raniza Hugo Murga dijo que prefería irse a la People's League (Competencia directa de la Kings) antes de volver a grabar un comercial sin ser remunerado.
Aunque a diferencia de con Peluche Caligari, ningún jugador de Raniza decidió abandonar el equipo debido a que el plazo de re-inscripción ya había cerrado.

## Ediciones internacionales
El 26 de febrero de 2023, justo antes de que Ronaldinho fuera anunciado como el jugador número 12 del equipo Porcinos, Piqué lo anunció como el presidente de uno de los equipos de la futura edición brasileña de la Kings League, y en marzo, se anunció a Neymar como presidente de otro equipo de esta edición. 
Gerard Piqué, en un directo en Twitch, mencionó que estaba en conversaciones para crear ediciones de la Kings League en Inglaterra, Italia y Argentina y en ese mismo directo anunció que habría una competición entre los ganadores de cada edición de la Kings League:

Estamos en plena expansión, tenemos conversaciones con varios países para que 2024 sea un año en el cual hayan siete u ocho países con la Kings League, con unas finales a final de año, en los que los ganadores de cada país jueguen las finales. [sic]
Gerard Piqué, febrero de 2023

### Mundial de Clubes de la Kings League
El 7 de noviembre de 2023 fue anunciado un proyecto para un torneo combinado entre la Kings League y la Kings League Américas, llamado Kings World Cup, donde participararon Los 12 equipos de España y los 12 equipos de las Américas y 12 equipos invitados de diferentes partes del mundo. Este torneo empezó después del primer split de 2024 y acabó con una final jugada el sábado 8 de junio de 2024 en el Estadio BBVA Bancomer de la ciudad de Monterrey, México.